# Tachov
Pour les articles homonymes, voir Tachov (homonymie).
Tachov (en allemand : Tachau) est une ville de la région de Plzeň, en Tchéquie, et le chef-lieu du district de Tachov. Sa population s'élevait à 14 468 habitants en 2024.

## Géographie
Tachov est arrosée par la Mže et se trouve à 52 km au sud-sud-ouest de Karlovy Vary, à 54 km à l'ouest-nord-ouest de Plzeň et à 133 km à l'ouest-sud-ouest de Prague.

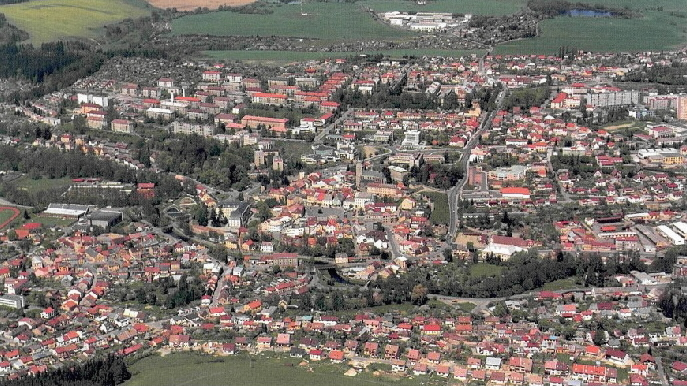
Vue aérienne de Tachov.

La commune est limitée par Halže, Ctiboř et Chodský Újezd au nord, par Lom u Tachova, Kočov et Tisová à l'est, par Částkov au sud, et par Dlouhý Újezd, Studánka, Lesná et Milíře à l'ouest.

## Histoire
Tachov a été fondée en 1285 par le roi Ottokar II Premysl. Une des batailles des guerres hussites eut lieu à Tachov, le 4 août 1427.
Tachov se trouve dans la région historique de Bohême, région des Sudètes jusqu'à la fin de la Seconde Guerre mondiale.
- Histoire de la communauté juive et de sa synagogue avant la Seconde Guerre mondiale.

## Population
Recensements ou estimations de la population de la commune dans ses limites actuelles :
| 1869* | 1880* | 1890* | 1900* | 1910* | 1921* | 1930* |
| ----- | ----- | ----- | ----- | ----- | ----- | ----- |
| 5 433 | 5 572 | 5 680 | 6 590 | 7 814 | 7 902 | 8 189 |

| 1950* | 1961* | 1970* | 1980*  | 1991*  | 2001*  | 2011*  |
| ----- | ----- | ----- | ------ | ------ | ------ | ------ |
| 4 843 | 5 606 | 8 435 | 11 847 | 12 833 | 12 696 | 12 548 |

| 2014   | 2015   | 2016   | 2017   | 2018   | 2019   | 2020   |
| ------ | ------ | ------ | ------ | ------ | ------ | ------ |
| 12 570 | 12 638 | 12 609 | 12 699 | 12 706 | 12 802 | 13 038 |

| 2021*  | 2022   | 2023   | 2024   | - | - | - |
| ------ | ------ | ------ | ------ | - | - | - |
| 12 510 | 12 538 | 13 800 | 14 468 | - | - | - |

## Administration
La commune se compose de neuf sections :
- Biletín ;
- Malý Rapotín ;
- Mýto ;
- Oldřichov ;
- Světce ;
- Tachov ;
- Velký Rapotín ;
- Vilémov ;
- Vítkov.

## Économie
À Tachov se trouve une unité de production de l'entreprise allemande BHS Corrugated, constructeur d’installations de carton ondulé.

## Patrimoine
- L'église gothique, la place du marché
- Plusieurs maisons bourgeoises du XVIe siècle et du XVIIe siècle
- Le château, autrefois propriété de la famille de Windisch-Graetz, fin XVIIIe siècle

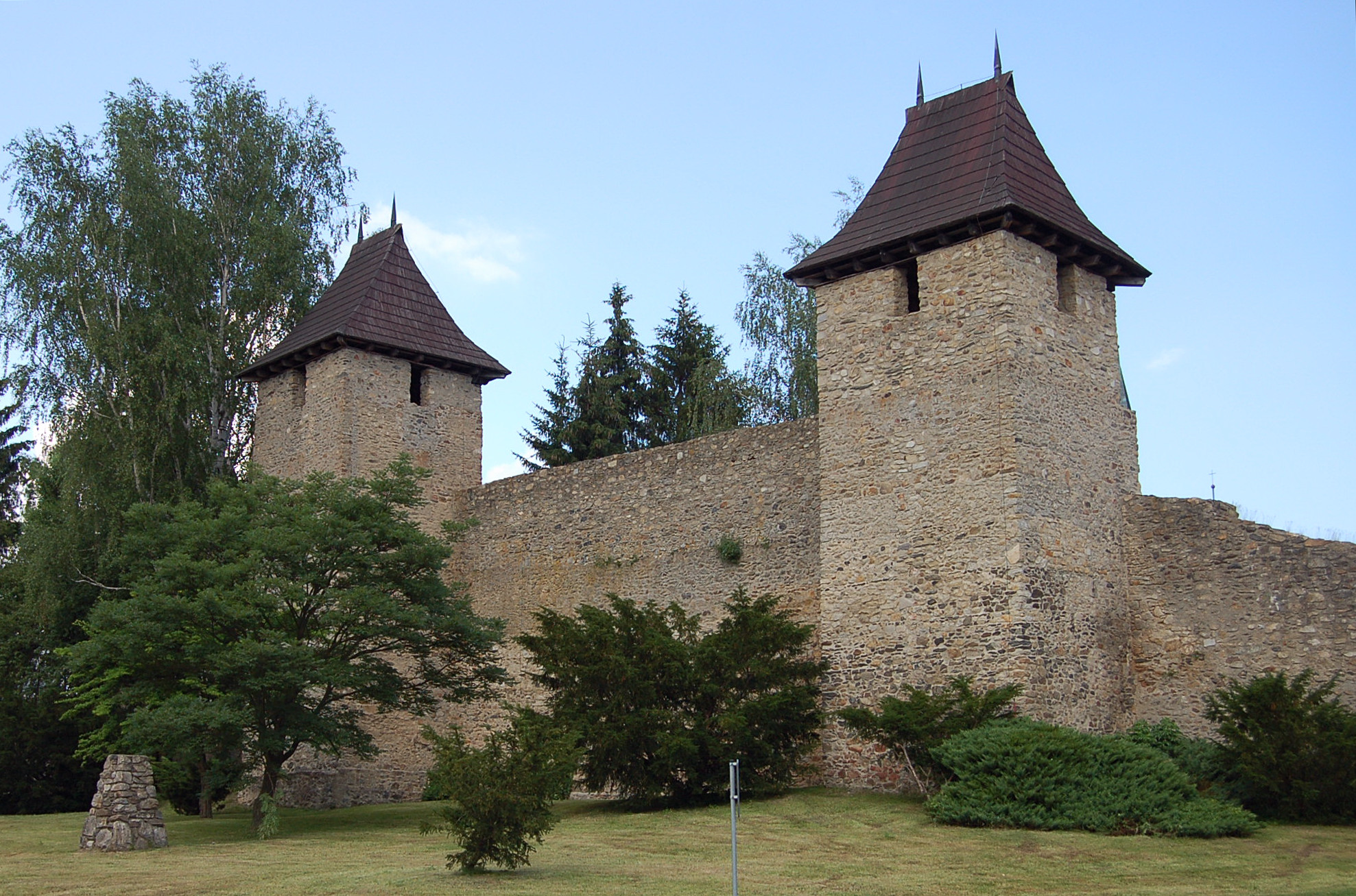
Les anciennes murailles.
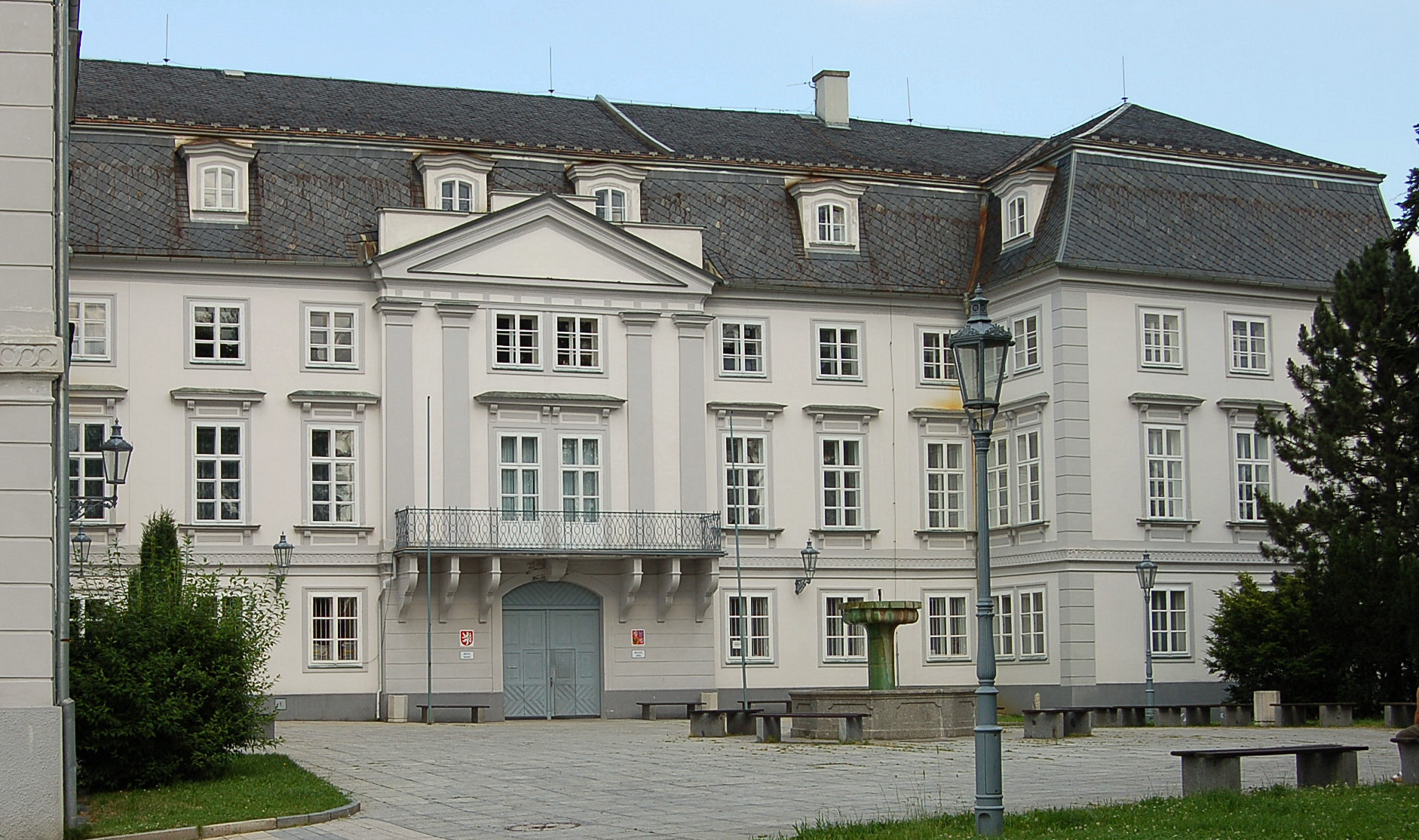
La façade du château.

## Transports
Par la route, Tachov se trouve à 62 km de Plzeň, à 75 km de Karlovy Vary et à 157 km de Prague. 
Tachov se trouve à 12,5 km d'un accès ( 128 Bor) à l'autoroute D5, qui relie Prague à la frontière allemande par Plzeň.

## Tourisme
Tachov est un lieu de départ pour des excursions dans le site naturel de la forêt Cesky, à 15 km de la frontière avec l'Allemagne.

## Personnalités
- Franz Rumpler (1848-1922), peintre, est né à Tachov